# Christian Grochowski
Christian Grochowski (ur. 1945, zm. 7 czerwca 1983 w Kijowie) – polski kierowca wyścigowy.

## Życiorys
Ukończył fizykę na Politechnice Warszawskiej. Po ukończeniu studiów początkowo pracował na uczelni, a następnie założył firmę zajmującą się metalizacją próżniową takich elementów plastikowych, jak zabawki i bombki.
W WSMP zadebiutował w 1979 roku. Rywalizował wówczas Polskim Fiatem 126p w klasie I. W roku 1980 zajął drugie miejsce w Kielcach. W sezonie 1981 zadebiutował w Formule Easter. Początkowo ścigał się Promotem-Rakiem 67 i zajął w debiutanckim sezonie czternaste miejsce, zajmując w dwóch wyścigach drugą pozycję (Toruń i Poznań II). Na 1982 rok został wcielony do reprezentacji Polski w Pucharze Pokoju i Przyjaźni, ponadto rozpoczął wówczas ściganie się nowszym MTX 1-03. W mistrzostwach Polski Grochowski zdobył jedno podium (drugie miejsce w Poznaniu) i dziesiąte miejsce w klasyfikacji końcowej, z kolei w Pucharze Pokoju i Przyjaźni zajął 25. miejsce, a jego najlepszą lokatą było czternaste miejsce w Kielcach. W 1983 roku Grochowski zajął czwarte miejsce w Poznaniu i piąte w Kielcach, a na koniec sezonu był jedenasty.

## Śmierć
5 czerwca 1983 roku odbywał się wyścig Pucharu Pokoju i Przyjaźni na torze Czajka. Na trzynastym okrążeniu Grochowski w niewłaściwy sposób chciał się dać zdublować Toomasowi Napie, w efekcie czego samochody Polaka i Estończyka po wyjściu z jednego z zakrętów zderzyły się i wypadły z toru. Wskutek kolizji w pojeździe Grochowskiego doszło do przecięcia przewodu paliwowego, wycieku paliwa i pożaru samochodu. Uwięziony w pojeździe zawodnik nie był w stanie aktywować systemu gaśniczego. Kierownik wyścigu Jurij Andriejew nie przerwał zawodów. Tymczasem radzieccy milicjanci i żołnierze nie pozwolili interweniować m.in. projektantowi Aleksandrowi Sadowskiemu i kierowcy Hieronimowi Kochańskiemu, czekając na przybycie służb ratowniczych. Te wskutek utrudnionego dojazdu do miejsca wypadku pojawiły się po trzech minutach, przejeżdżając poboczem tor, ponadto nie potrafiono rozpiąć zawodnika z pasów. Grochowskiego przetransportowano wpierw do parku maszyn, a następnie do szpitala w Kijowie, gdzie stwierdzono u niego 90% poparzeń ciała. Zawodnik zmarł dwa dni później.
Grochowski był jedynym polskim kierowcą zmarłym w wyniku wypadku na torze w epoce PRL. Został pochowany na cmentarzu parafialnym w Skolimowie.

## Życie prywatne
Był trzykrotnie żonaty; jego trzecią żoną była Ewa Kania. Miał dwóch synów i córkę

## Wyniki
| Legenda oznaczeń w tabelach wyników Wyświetl szablon na nowej stronie | Legenda oznaczeń w tabelach wyników Wyświetl szablon na nowej stronie                                                                     |
| Oznaczenie                                                            | Wyjaśnienie |
| --------------------------------------------------------------------- | --- |
| Złoty                                                                 | Zwycięzca lub mistrzostwo |
| Srebrny                                                               | 2. miejsce lub wicemistrzostwo |
| Brązowy                                                               | 3. miejsce lub II wicemistrzostwo |
| Zielony                                                               | Ukończył, punktował (w klasyfikacji generalnej, gdy zdobył co najmniej jeden punkt na przestrzeni sezonu, poza trzema powyższymi opcjami) |
| Niebieski                                                             | Ukończył, nie punktował (w klasyfikacji generalnej, gdy nie zdobył co najmniej jednego punktu na przestrzeni sezonu)                      |
| Czerwony                                                              | Nie zakwalifikował się (NZ) |
| Czerwony                                                              | Nie prekwalifikował się (NPK) |
| Różowy                                                                | Nie ukończył (NU) |
| Różowy                                                                | Niesklasyfikowany (NS) (w klasyfikacji generalnej, gdy nie został sklasyfikowany w żadnym wyścigu sezonu)                                 |
| Czarny                                                                | Zdyskwalifikowany (DK) |
| Czarny                                                                | Wykluczony (WYK/EX) |
| Biały                                                                 | Nie wystartował (NW) |
| Biały                                                                 | Kontuzjowany (K/INJ) |
| Biały                                                                 | Wyścig odwołany (OD/C) |
| Bez koloru                                                            | Został wycofany (WYC/WD) |
| Bez koloru                                                            | Nie przybył (NP/DNA) |
| Bez koloru                                                            | Nie brał udziału w treningach (NT/DNP) |
| Bez koloru                                                            | Nie został zgłoszony (–) |
| Pogrubienie                                                           | Start z pole position |
| Kursywa                                                               | Najszybsze okrążenie wyścigu |
| †                                                                     | Nie ukończył, ale jego rezultat został zaliczony ze względu na przejechanie więcej niż 90% dystansu wyścigu.                              |
| *                                                                     | Sezon w trakcie |
| 1/2/3                                                                 | Punktowana pozycja w sprincie kwalifikacyjnym                                                                                             |
| Lista systemów punktacji Formuły 1                                    | |

### Puchar Pokoju i Przyjaźni
| Rok  | Samochód | Silnik | Wyniki w poszczególnych eliminacjach | Wyniki w poszczególnych eliminacjach | Wyniki w poszczególnych eliminacjach | Wyniki w poszczególnych eliminacjach | Wyniki w poszczególnych eliminacjach | Pkt. | Msc. |
| ---- | -------- | ------ | ------------------------------------ | ------------------------------------ | ------------------------------------ | ------------------------------------ | ------------------------------------ | ---- | ---- |
| 1982 |          |        | Polska                               |                                      |                                      | Czechosłowacja                       |                                      | 60   | 25   |
| 1982 | MTX 1-03 | Łada   | 14                                   | 16                                   | -                                    | NU                                   | -                                    | 60   | 25   |
| 1983 |          |        |                                      | Czechosłowacja                       |                                      | Polska                               |                                      | 0    | NS   |
| 1983 | MTX 1-03 | Łada   | NU                                   | -                                    | -                                    | -                                    | -                                    | 0    | NS   |

### Polska Formuła Easter
| Rok  | Zespół                   | Samochód      | Silnik | Wyniki w poszczególnych eliminacjach | Wyniki w poszczególnych eliminacjach | Wyniki w poszczególnych eliminacjach | Wyniki w poszczególnych eliminacjach | Wyniki w poszczególnych eliminacjach | Pkt. | Msc. |
| ---- | ------------------------ | ------------- | ------ | ------------------------------------ | ------------------------------------ | ------------------------------------ | ------------------------------------ | ------------------------------------ | ---- | ---- |
| 1981 |                          |               |        | Polska                               | Polska                               | Polska                               | Polska                               | Polska                               | 92   | 14   |
| 1981 | Automobilklub Warszawski | Promot-Rak 67 | Łada   | -                                    | -                                    | 2                                    | 2                                    | NU                                   | 92   | 14   |
| 1982 |                          |               |        | Polska                               | Polska                               | Polska                               | Polska                               |                                      | 114  | 8    |
| 1982 | Automobilklub Warszawski | MTX 1-03      | Łada   | 2                                    | -                                    | -                                    | 7                                    |                                      | 114  | 8    |
| 1983 |                          |               |        | Polska                               | Polska                               | Polska                               | Polska                               | Polska                               | 81   | 11   |
| 1983 | Automobilklub Warszawski | MTX 1-03      | Łada   | 4                                    | 5                                    | -                                    | -                                    | -                                    | 81   | 11   |